# 分离派展览馆

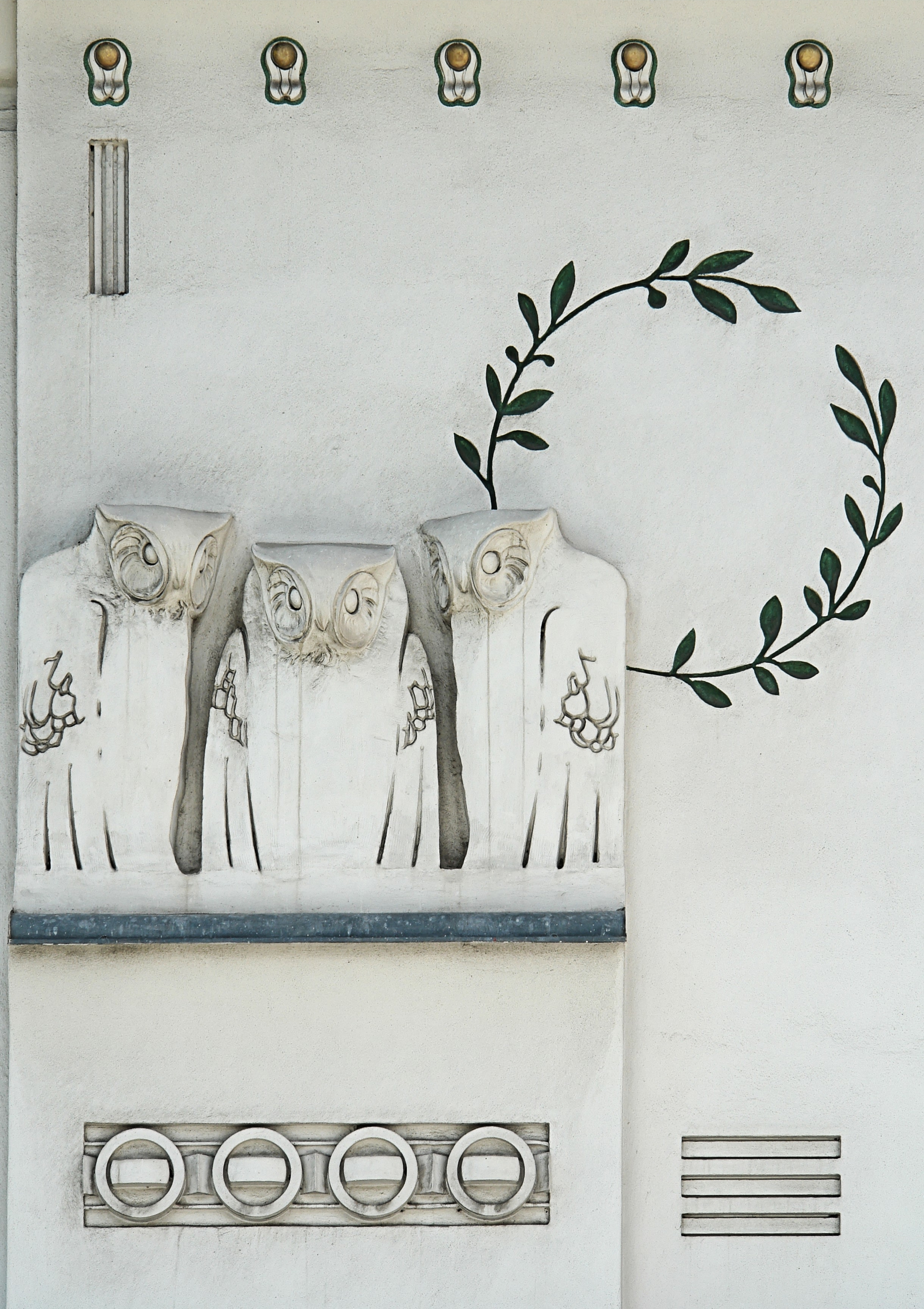
猫头鹰 - 分离派展览馆立面细部。立面装饰的设计出自科罗曼·莫塞尔的手笔

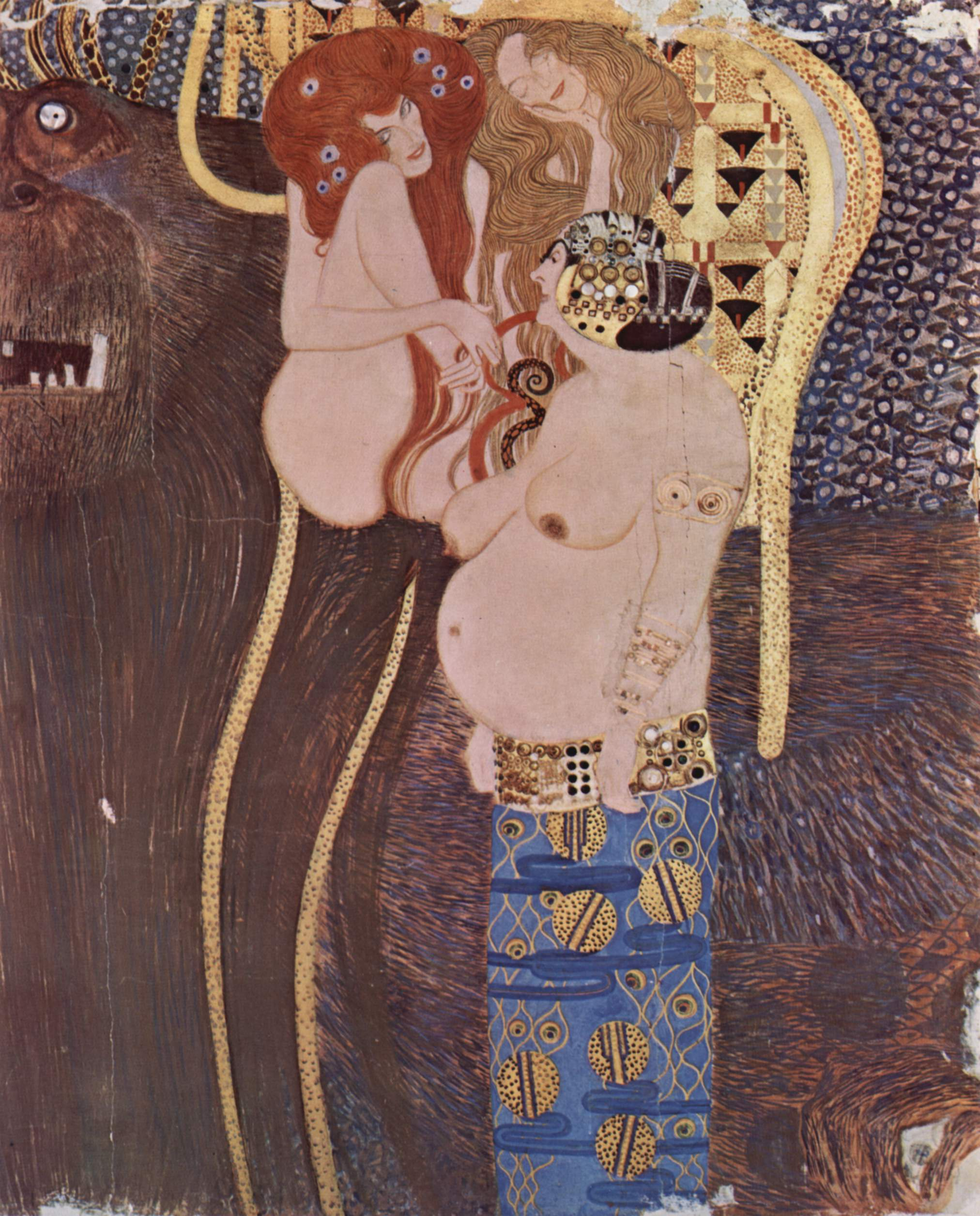
古斯塔夫·克林姆的《贝多芬横饰带》

分离派展览馆（Wiener Secessionsgebäude）是奥地利维也纳的一座建筑，由约瑟夫·马里亚·欧尔布里希（Joseph Maria Olbrich）兴建于1897年，作为维也纳分离派的建筑宣言和展览馆。维也纳分离派指一批从历史悠久的美术机构分离出去的反叛艺术家。
这座建筑最著名的藏品是收藏在底层的古斯塔夫·克林姆名作《贝多芬横饰带》（Beethovenfries），这是最为人熟知的分离派风格的艺术品（新艺术运动的分支）。
分离派运动的格言写在展览馆的入口上方：“獻給每個時代屬於他們自己的藝術，獻給艺术屬於他們的自由”（德语： "Der Zeit ihre Kunst. Der Kunst ihre Freiheit"）。在它下面是一个雕塑，上面有3个戈耳工，分别代表绘画、雕塑和建筑。
这座建筑被选为奥地利黄金收藏家的硬币一个主要主题：100欧元分离派纪念币，在2004年11月10日铸造。在正面一侧有分离派展览馆的图像。